# زراوند ظياني
الزراوند الظياني (باللاتينية: Aristolochia clematitis) نوع نباتي ينتمي إلى جنس الزراوند من الفصيلة الزراوندية.

## الموئل والانتشار
ينتشر في تركيا والقوقاز ومعظم مناطق أوروبا.